# Rio Cârnea
O Rio Cârnea é um rio da Romênia, afluente do Pârâul Morii, localizado no distrito de Caraş-Severin.